# Tribuno (doutor)
Tribuno (em latim: Tribunus) foi um médico bizantino do século VI, ativo no reinado do imperador Justiniano (r. 527–565).

## Vida

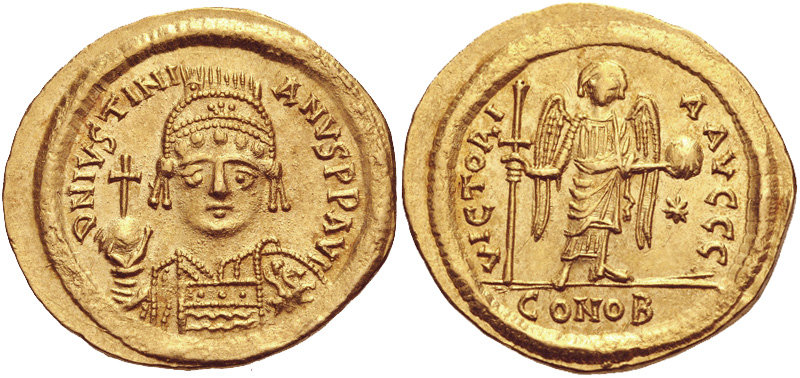
Soldo de Justiniano r.

Tribuno era nativo da Palestina. Segundo Procópio de Cesareia, era erudito e um dos melhores médicos de seu tempo, sendo indivíduo de bom caráter, sábio e devoto. Segundo Zacarias Retórico, em data incerta foi enviado por Justiniano para curar o xá Cavades I de uma enfermidade. Em algum ponto antes de 545, também curou o xá Cosroes I (r. 531–579) de uma grade doença e como consequência tornou-se um de seus favoritos. Ao retornar da Pérsia, estava carregado de presentes.
Desde 541, o Império Bizantino e o Império Sassânida estavam em guerra. Em 545, quando negociações de paz estavam em curso, Cosroes insistiu que Justiniano enviasse Tribuno para Ctesifonte para ficar com ele durante um ano. No final da visita, Cosroes perguntou qual favor Tribuno gostaria que fosse atendido e solicitou que muitos prisioneiros bizantinos cativos na Pérsia fossem libertados, lhe rendendo muitos créditos. Na História Nestoriana, a história é recontada de outra forma: em vez de solicitar a libertação dos cativos de Antioquia, Tribuno optou por riquezas, mas pereceu nas mãos da rainha (talvez uma das esposas de Cosroes).